# Lista de episódios de The Cleveland Show

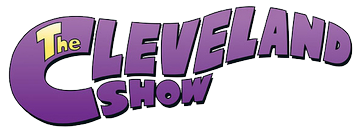
O logótipo da série

A seguinte é a lista de episódios de The Cleveland Show, uma série de televisão norte-americana de comédia que estreou na rede de televisão FOX a 27 de setembro de 2009. O show, que foi produzido por um pedido inicial de vinte e dois episódios, foi renovado pela rede para uma segunda ordem de episódios composta por treze episódios, elevando o número total de episódios encomendados para trinta e cinco. O anúncio foi feito em 3 de maio de 2009, antes da série sequer estrear. Foi então renovada para os restantes nove episódios da segunda temporada, elevando o montante total de episódios encomendados para quarenta e quatro. Apenas há duas semanas e meio depois do hiato de verão da primeira temporada, foi anunciado, em 10 de junho de 2010, que a FOX estava ordenando uma terceira temporada.
A série foca na vida de Cleveland Brown (voz de Mike Henry), seu filho Cleveland Brown, Jr. (voz de Kevin Michael Richardson), sua esposa Donna Tubbs (voz de Sanaa Lathan) e seus filhos Roberta (voz de Reagan Gomez-Preston) e Rallo Tubbs (voz de Henry).
A primeira temporada estreou a 27 de setembro de 2009. A 13 de dezembro entrou em um hiato devido ao Natal e fim de ano, e retornou a 3 de janeiro de 2010, terminando finalmente a 23 de Maio, ao fim de vinte e um episódios. A segunda temporada estreou a 26 de setembro de 2010, entrando em hiato a 5 de Dezembro, noite em dois episódios foram exibidos. Retornou do hiato a 9 de janeiro de 2011 e terminou em 15 de maio, ao fim de vinte e dois episódios. Após receber uma renovação para uma terceira temporada em 2009, ela foi transmitida entre 25 de setembro de 2011 a 20 de maio de 2012 ao fim de vinte e dois episódios, com um hiato entre 11 de Dezembro de 2011 a 8 de janeiro de 2012.

## Resumo
| Temporada | Temporada | Episódios | Exibição original      | Exibição original  | Lançamento do DVD      | Lançamento do DVD      | Lançamento do DVD     | Audiência | Audiência                    |
| Temporada | Temporada | Episódios | Season premiere        | Season finale      | Região 1               | Região 2               | Região 4              | Posição   | Telespectadores (em milhões) |
| --------- | --------- | --------- | ---------------------- | ------------------ | ---------------------- | ---------------------- | --------------------- | --------- | ---------------------------- |
|           | 1         | 21        | 27 de setembro de 2009 | 23 de maio de 2010 | 28 de setembro de 2010 | 27 de setembro de 2010 | 2 de março de 2010    | #72       | 6.38                         |
|           | 2         | 22        | 26 de setembro de 2010 | 15 de maio de 2011 | 27 de setembro de 2011 | 30 de janeiro de 2012  | 9 de novembro de 2011 | #90       | 6.12                         |
|           | 3         | 21        | 25 de setembro de 2011 | 13 de maio de 2012 | TBA                    | TBA                    | TBA                   | TBA       | TBA                          |

## Episódios

### 1.ª Temporada: 2009-2010
A 1.ª Temporada de The Cleveland Show começou em 27 de setembro de 2009 e terminou após 21 episódios em 23 de maio de 2010. Esta temporada contou com a participação de Kanye West.
| Nº | Nº | Título                                         | Director(es):               | Argumentista(s):                             | Audiência (em milhões) | Código | Exibição original       |
| -- | -- | ---------------------------------------------- | --------------------------- | -------------------------------------------- | ---------------------- | ------ | ----------------------- |
| 1  | 1  | "Pilot"                                        | Anthony Lioi                | Seth MacFarlane, Mike Henry & Richard Appel  | 9.42                   | 1APS01 | 27 de setembro de 2009  |
| 2  | 2  | "Da Doggone Daddy-Daughter Dinner Dance"       | Chuck Klein                 | Julius Sharpe                                | 8.70                   | 1APS02 | 4 de outubro de 2009    |
| 3  | 3  | "The One About Friends"                        | Oreste Canestrelli          | Kevin Biggins & Jonathan Green & Gabe Miller | 7.78                   | 1APS04 | 11 de outubro de 2009   |
| 4  | 4  | "Birth of a Salesman"                          | Chris Graham & Anthony Lioi | Kirker Butler                                | 7.75                   | 1APS03 | 18 de outubro de 2009   |
| 5  | 5  | "Cleveland Jr.'s Cherry Bomb"                  | Mike L. Mayfield            | Aseem Batra                                  | 6.28                   | 1APS08 | 8 de novembro de 2009   |
| 6  | 6  | "Ladies' Night"                                | Justin Ridge                | Clarence Livingston                          | 7.01                   | 1APS07 | 15 de novembro de 2009  |
| 7  | 7  | "A Brown Thanksgiving"                         | Chuck Klein & Matt Engstrom | Matt Murray                                  | 6.53                   | 1APS09 | 22 de novembro de 2009  |
| 8  | 8  | "From Bed to Worse"                            | Anthony Agrusa              | Teri Schaffer & Raynelle Swilling            | 7.20                   | 1APS05 | 29 de novembro de 2009  |
| 9  | 9  | "A Cleveland Brown Christmas"                  | Oreste Canestrelli          | Jonathan Green & Gabe Miller                 | 6.52                   | 1APS11 | 13 de dezembro de 2009  |
| 10 | 10 | "Field of Streams"                             | Ian Graham                  | Aaron Lee                                    | 6.96                   | 1APS06 | 3 de janeiro de 2010    |
| 11 | 11 | "Love Rollercoaster"                           | Ron Rubio                   | Kirker Butler                                | 8.54                   | 1APS10 | 10 de janeiro de 2010   |
| 12 | 12 | "Our Gang"                                     | Anthony Agrusa              | Aaron Lee                                    | 4.53                   | 1APS12 | 31 de janeiro de 2010   |
| 13 | 13 | "Buried Pleasure"                              | Ian Graham                  | Julius Sharpe                                | 4.85                   | 1APS13 | 14 de fevereiro de 2010 |
| 14 | 14 | "The Curious Case of Jr. Working at The Stool" | Justin Ridge                | Kevin Biggins & Travis Bowe                  | 5.60                   | 1APS14 | 21 de fevereiro de 2010 |
| 15 | 15 | "Once Upon a Tyne in New York"                 | Mike L. Mayfield            | Aaron Lee                                    | 5.04                   | 1APS16 | 21 de março de 2010     |
| 16 | 16 | "The Brown Knight"                             | Matt Engstrom               | Aseem Batra                                  | 5.64                   | 1APS17 | 28 de março de 2010     |
| 17 | 17 | "Gone With the Wind"                           | Ron Rubio                   | Bill Oakley                                  | 5.45                   | 1APS18 | 11 de abril de 2010     |
| 18 | 18 | "Brotherly Love"                               | Anthony Agrusa              | Justin Heimberg                              | 5.74                   | 1APS20 | 2 de maio de 2010       |
| 19 | 19 | "Brown History Month"                          | Ian Graham                  | Matt Murray                                  | 5.28                   | 1APS21 | 9 de maio de 2010       |
| 20 | 20 | "Cleveland's Angels"                           | Oreste Canestrelli          | Clarence Livingston                          | 5.78                   | 1APS19 | 16 de maio de 2010      |
| 21 | 21 | "You're the Best Man, Cleveland Brown"         | Justin Ridge                | Kirker Butler                                | 4.91                   | 1APS22 | 23 de maio de 2010      |

### 2.ª Temporada: 2010-2011
The Cleveland Show foi renovada para uma segunda temporada. Justin Timberlake foi convidado para participar de um episódio.
A 2.ª temporada de The Cleveland Show começou em 26 de setembro de 2010 e está prevista para terminar na Primavera de 2011. A FOX encomendou uma segunda produção da série de 22 episódios (2APSxx), em outubro de 2009.
| N.º | N.º | Título                                     | Dirigido por       | Escrito por                            | Exibição Original       | Exibição em Portugal | Audiência | Produção |
| --- | --- | ------------------------------------------ | ------------------ | -------------------------------------- | ----------------------- | -------------------- | --------- | -------- |
| 22  | 1   | "Harder, Better, Faster, Browner"          | Ian Graham         | Matt Murray                            | 26 de setembro de 2010  | 16 de abril de 2011  | 6.60      | 2APS06   |
| 23  | 2   | "Cleveland Live!"                          | Ken Wong           | Jonathan Green & Gabe Miller           | 3 de outubro de 2010    | 17 de abril de 2011  | 6.65      | 2APS01   |
| 24  | 3   | "How Cleveland Got His Groove Back"        | Oreste Canestrelli | Julius Sharpe                          | 10 de outubro de 2010   | 23 de abril de 2011  | 5.63      | 2APS05   |
| 25  | 4   | "It’s The Great Pancake, Cleveland Brown"  | Ron Rubio          | Aseem Batra                            | 7 de novembro de 2010   | 24 de abril de 2011  | 6.68      | 2APS04   |
| 26  | 5   | "Little Man on Campus"                     | Anthony Agrusa     | Kevin Biggins & Travis Bowe            | 14 de novembro de 2010  | 30 de abril de 2011  | 6.66      | 2APS03   |
| 27  | 6   | "Fat and Wet"                              | Matt Engstrom      | Kirker Butler                          | 21 de novembro de 2010  | 1 de maio de 2011    | 5.07      | 2APS02   |
| 28  | 7   | "Another Bad Thanksgiving"                 | Mike L. Mayfield   | Clarence Livingston                    | 28 de novembro de 2010  | 7 de maio de 2011    | 7.39      | 2APS08   |
| 29  | 8   | "Murray Christmas"                         | Ken Wong           | Kirker Butler                          | 5 de dezembro de 2010   | 8 de maio de 2011    | 6.96      | 2APS09   |
| 30  | 9   | "Beer Walk!"                               | Jim Shellhorn      | Aaron Lee                              | 5 de dezembro de 2010   | 14 de maio de 2011   | 5.96      | 2APS07   |
| 31  | 10  | "Ain't Nothin' But Mutton Bustin'"         | Anthony Agrusa     | Aaron Lee                              | 9 de janeiro de 2011    | 15 de maio de 2011   | 7.38      | 2APS12   |
| 32  | 11  | "How Do You Solve a Problem Like Roberta?" | Anthony Agrusa     | Aaron Lee                              | 16 de janeiro de 2011   | 21 de maio de 2011   | 5.52      | 2APS12   |
| 33  | 12  | "Like a Boss"                              | Ron Rubio          | Matt Murray                            | 23 de Janeiro de 2011   | 22 de maio de 2011   | 5.19      | 2APS11   |
| 34  | 13  | "A Short Story and a Tall Tale"            | Ian Graham         | Julius Sharpe                          | 13 de fevereiro de 2011 | 28 de maio de 2011   | 4.75      | 2APS14   |
| 35  | 14  | "Terry Unmarried"                          | Ken Wong           | Aaron Lee                              | 20 de fevereiro de 2011 | 29 de maio de 2011   | 5.42      | 2APS17   |
| 36  | 15  | "The Blue, The Gray and The Brown"         | Oreste Canestrelli | Jonathan Green & Gabe Miller           | 6 de março de 2011      | 4 de junho de 2011   | 4.80      | 2APS13   |
| 37  | 16  | "The Way the Cookie Crumbles"              | Jim Shellhorn      | Chadd Gindin                           | 13 de março de 2011     | 5 de junho de 2011   | 4.64      | 2APS15   |
| 38  | 17  | "To Live and Die in VA"                    | Seung Cha          | Mehar Sethi                            | 20 de março de 2011     | 11 de junho de 2011  | 5.45      | 2APS16   |
| 39  | 18  | "The Essence of Cleveland"                 | Matt Engstrom      | Jonathan Green & Gabe Miller           | 3 de abril de 2011      | 11 de junho de 2011  | 4.81      | 2APS18   |
| 40  | 19  | "Ship'rect"                                | Ken Wong           | Teri Schaffer & Raynelle Swilling      | 10 de abril de 2011     | 12 de junho de 2011  | 4.93      | 1APS15   |
| 41  | 20  | "Back to Cool"                             | Anthony Agrusa     | Kevin Biggins & Travis Bowe            | 17 de abril de 2011     | 12 de junho de 2011  | 4.61      | 2APS19   |
| 42  | 21  | "Your Show of Shows"                       | Oreste Canestrelli | Carl Reiner, Aseem Batra & Matt Murray | 8 de maio de 2011       | 18 de junho de 2011  | 4.70      | 2APS21   |
| 43  | 22  | "Hot Cocoa Bang Bang"                      | Ian Graham         | Kirker Butler                          | 15 de maio de 2011      | 18 de junho de 2011  | 4.93      | 2APS22   |

### 3.ª Temporada: 2011-2012
Em 10 de junho de 2010, a FOX anunciou que encomendaram uma terceira temporada para o show.
1. - 44 "BFFs"
2. - 45 "The Hurricane"
3. - 46 "Nightmare on Grace Street"
4. - 47 "Skip Day"
5. - 48 "Yemen Party"
6. - 49 "Sex and the Biddy"
7. - 50 "Die Semi-Hard"
8. - 51 "Y Tu Junior Tambien"
9. - 52 "There Goes El Neighborhood"
10. - 53 "Dirty Dancing 3"
11. - 54 "Brown Magic"
12. - 55 "Til Deaf"
13. - 56 "Das Shrimp Boot"
14. - 57 "March Dadness"
15. - 58 "The Men in Me"
16. - 59 "Frapp Attack"
17. - 60 "American Prankster"
18. - 61 "B.M.O.C."
19. - 62 "Jesus Walks"
20. - 63 "Flush of Genius"
21. - 64 "Mama Drama"
22. - 65 "All You Can Eat"

### 4.ª Temporada: 2012-2013
1. - 66 "Escape from Goochland"
2. - 67 "Menace II Scret Society"
3. - 68 "A General Thanksgiving Episode"
4. - 69 "Turkey Pot Die"
5. - 70 "A Vas Defrens Between Men and Womem"
6. - 71 "Tis the Cleveland To Be Sorry"
7. - 72 "Hustle N' Bros"
8. - 73 "Wide Word of Cleveland Show"
9. - 74 "Here Comes the Bribe"
10. - 75 "When a Man (or a Freight Train) Love His Cookie"
11. - 76 "Brownsized"
12. - 77 "Pins, Spins and Fins... (Shark Story Cut for Time)"
13. - 78 "A Rodent Like This"
14. - 79 "The Hangover: Part Tubbs"
15. - 80 "California Dreamin' (All the Cleves are Brown)"
16. - 81 "Who Done Did It?"
17. - 82 "Fist and the Furious"
18. - 83 "Squirt's Honor"
19. - 84 "Grave Danger"
20. - 85 "Of Lice and Men"
21. - 86 "Mr. & Mrs Brown"
22. - 87 "Crazy Train"
23. - 88 "Wheel! Of! Family!"

## Episódios sem data
| Produção | Título                                                                |
| -------- | --------------------------------------------------------------------- |
| 3APS01   | "BFFs"                                                                |
| 3APS02   | "Yemen Party"                                                         |
| 3APS03   | "Skip Day"                                                            |
| 3APS04   | "Nightmare on Grace Street (That's The Name of Cleveland's Street)"   |
| 3APS05   | "Dirty Dancing 3: Stoolbend Nights"                                   |
| 3APS06   | "Sex And The Biddy"                                                   |
| 3APS09   | "The Men in Me"                                                       |
| 3APS10   | "Die Semi-Hard"                                                       |
| 3APS15   | "The Commodores Gold Record and All-You-Can-Eat Jumbo Shrimps Cruise" |
| 3APS16   | "March Dadness"                                                       |
| 3APS18   | "American Prankster"                                                  |
| TBA      | "Brown Magic"                                                         |
| TBA      | "Frapp Attack!"                                                       |
| TBA      | "Holt. Father Figure. George Michael. Gay."                           |
| TBA      | "Hot Cocoa Bang Bang"                                                 |
| TBA      | "'Til Deaf"                                                           |
| TBA      | "Y Tu Junior Tambien"                                                 |
| TBA      | "Your Show of Shows"                                                  |

## Avaliações de Nielsen
| Temporada | Exibição               | Exibição           | Temporada da televisão | Avaliação | Telespectadores (em milhões) |
| Temporada | Season Premiere        | Season Finale      | Temporada da televisão | Avaliação | Telespectadores (em milhões) |
| --------- | ---------------------- | ------------------ | ---------------------- | --------- | ---------------------------- |
| Primeira  | 27 de setembro de 2009 | 23 de maio de 2010 | 2009–2010              | #72       | 6.38                         |
| Segunda   | 26 de setembro de 2010 | Primavera de 2011  | 2010–2011              | TBA       | TBA                          |